# Bombo (singolo)
Bombo è il primo singolo della cantante norvegese Adelén, pubblicato il 30 gennaio 2013.

## Descrizione
Bombo è stato presentato dalla cantante al Melodi Grand Prix nel 2013, concorso volto a scegliere il rappresentante della Norvegia all'Eurovision Song Contest 2013, classificandosi al secondo posto.

## Tracce
1. Bombo – 3:06